# Omron

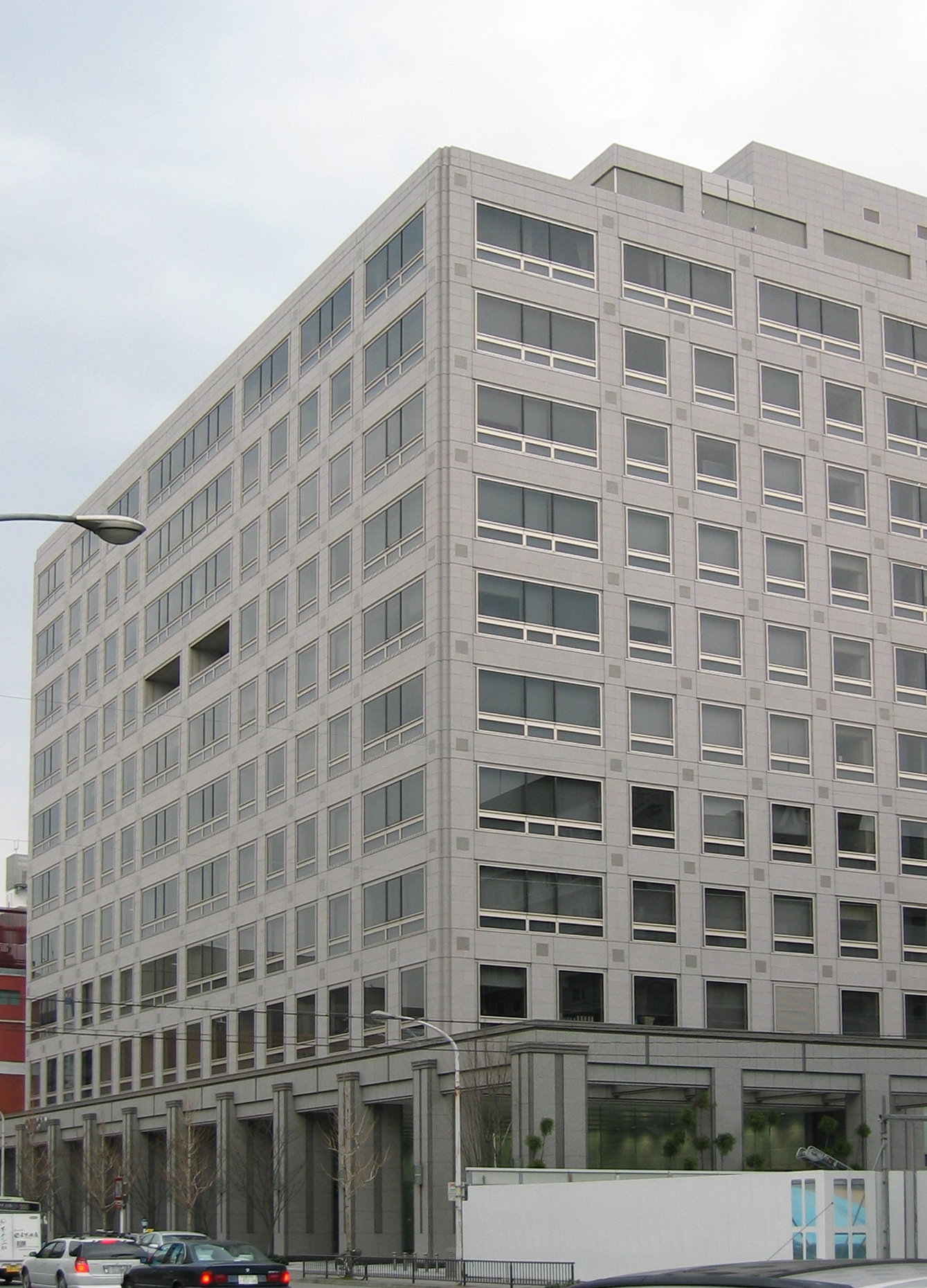
Omrons huvudkontor i Kyoto, Japan

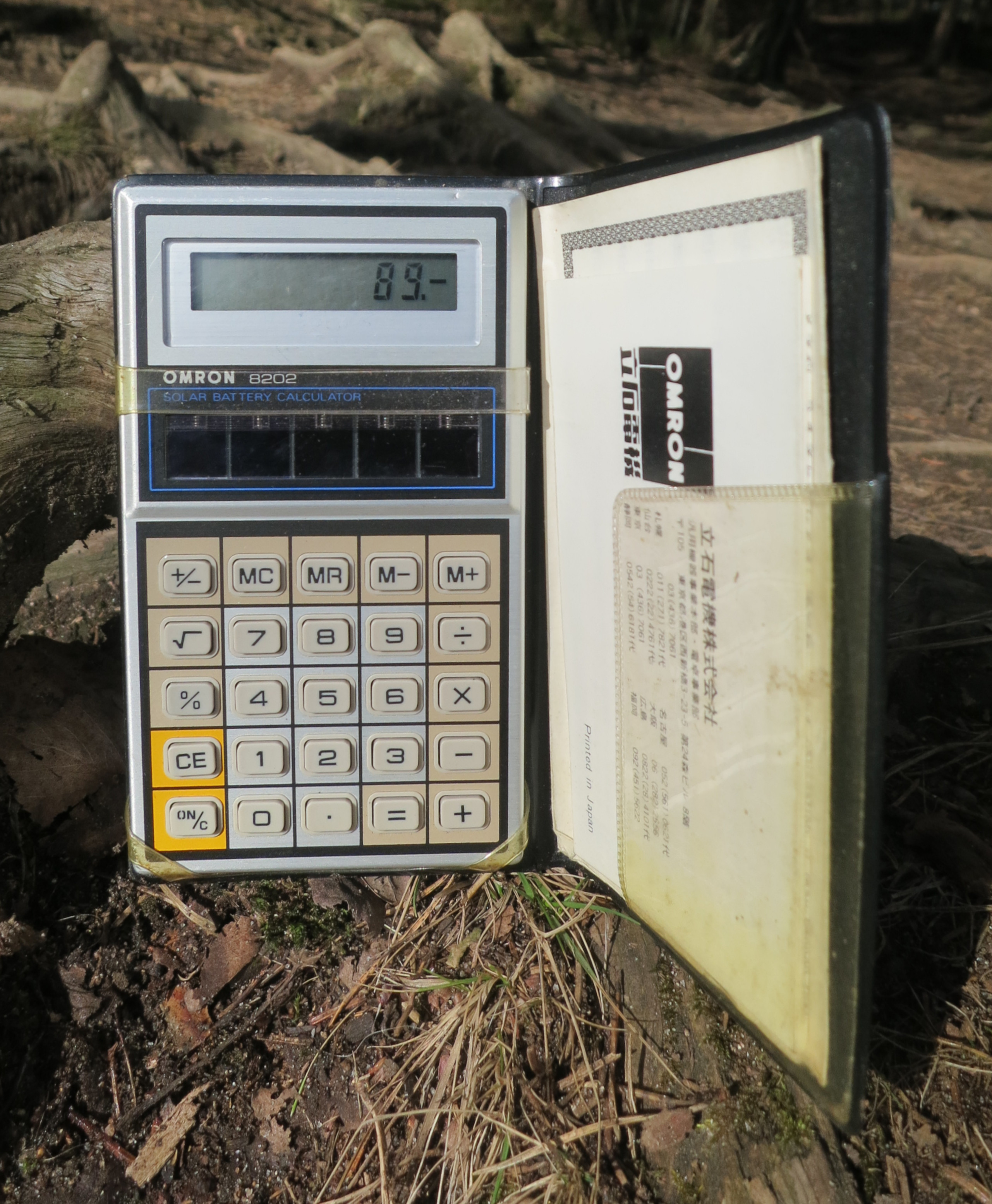
Den soldrivna 1970-tals-miniräknaren Omron 8202 av Omron Tateisi Electronics.

Omron är ett japanskt elektronikföretag.
Omron startades 1933 av Kazuma Tateishi under namnet Tateisi Electric Manufacturing Co. i Higashi-Noda, Osaka. Under andra världskriget byggdes en ny fabrik i Omuro, Kyoto och där har företagets huvudkontor varit sedan dess.
Omron finns idag i över 35 länder och har mer än 28 000 anställda.

## Omrons huvudsakliga verksamhetsområden
- Industriell automation
- Komponenter till bilindustrin
- Elektroniska komponenter
- Medicinsk utrustning, bland annat termometrar och blodtrycksmätare